# 앰비션
앰비션(본명: 강찬용, 1992년 10월 27일 ~ )은 대한민국의 전직 리그 오브 레전드 프로게이머이다. 현재 Gen.G의 스트리머로 활동 중이다. 선수 시절 아이디는 Ambition이며 현역 시절 포지션은 정글이었다.

## 선수 시절
앰비션은 2011년 11월 CJ 엔투스 블레이즈에 입단하면서 프로 커리어를 시작했다. 처음 입단할 당시에는 미드라이너로 활동했다. CJ 엔투스 블레이즈 소속으로 리그 오브 레전드 더 챔피언스 스프링 2012에서 우승을 차지하는데 기여했다. 
2013 시즌에서도 팀의 주전 미드라이너로 활동했다. 2013년 4월 13일, KT 롤스터 애로우즈와의 경기에서 펜타킬을 기록했다. 2013 스프링 시즌에는 준우승을 기록했다. 
2014 시즌에서는 이전 시즌들에 비해 부진한 모습을 보여주었다 
2015 시즌을 앞두고 정글로 포지션을 변경했다. 또한 CJ 엔투스의 두 형제 팀이 하나로 통합되는 과정 속에서 통합팀으로 합류했다. 2015 스프링에서는 준수한 모습을 보여주며 팀의 포스트 시즌을 이끌었다. 2015 서머에서도 좋은 모습을 보여주었으나 점차 기복있는 모습을 보여주었다.
2016 시즌을 앞두고 삼성 갤럭시로 이적했다. 2016 스프링 시즌에는 폼이 상승한 모습을 보여주었다. 서머 시즌에도 괜찮은 모습을 보여주며 팀의 포스트 시즌 진출에 기여했다. 2016 선발전에서 팀을 롤드컵 본선에 진출시켰다. 롤드컵에서는 나쁘지 않은 활약을 보여주었으며 팀의 준우승에 일조했다.
2017 스프링 시즌 초반에는 부진한 모습을 보여주었지만 후반부로 갈 수록 좋은 모습을 보여주기 시작했다. 서머 시즌에서도 활약상을 이어나가며 팀의 포스트시즌 진출을 이끌었다. 롤드컵 선발전에서 다시 한 번 팀을 롤드컵 본선에 진출시키는데 성공시켰다. 롤드컵에서는 토너먼트에서 활약을 했다. 8강전인 롱주 게이밍과의 경기에서는 세주아니로 활약을 하며 팀을 4강에 진출시켰다. 4강전에서도 좋은 모습을 보이며 팀의 결승 진출에 기여했다. 결승전에서 만난 SK텔레콤 T1과의 경기에서 1세트 자크, 2세트 자르반 4세로 좋은 모습을 보여주면서 팀의 3-0 승리 및 롤드컵 우승을 이끌었다.
2018 시즌을 앞두고 소속팀 삼성 갤럭시가 KSV로 재편되었다. 앰비션은 2018 스프링 시즌 부진한 모습을 보여주었다. 2018 서머 시즌에도 부진한 모습을 이어나가면서 주전 경쟁 마저 실패했다. 팀은 2018 선발전을 거쳐서 다시 한 번 롤드컵 본선에 진출했다. 2018 롤드컵에서는 주전으로 등록되었으나 실제로는 하루가 주전으로 출전했다. 그래도 앰비션은 팀 바이탈리티와의 경기에서 출전을 했다.
2018 시즌 종료 이후 은퇴를 선언했다.

## 은퇴 후
은퇴 후 인터넷 방송을 시작했다. 2019년 12월에는 친정팀인 젠지의 스트리머로 합류했다.

## 소속팀
| # | 팀명               | 소속 기간               | 소속 리그 | 비고 |
| - | ------------------ | ----------------------- | --------- | ---- |
| 1 | CJ 엔투스 블레이즈 | 2011.11 ~ 2015.11.30    | LCK       |      |
| 2 | 삼성 갤럭시        | 2015.11.30 ~ 2018.11.16 | LCK       |      |

## 수상 내역
- 아주부 리그 오브 레전드 더 챔피언스 스프링 2012 우승
- MLG 서머 아레나 2012 우승
- MLG 폴 시즌 챔피언십 2012 우승
- IEM 시즌 7 카토비체 준우승
- IEM 시즌 7 월드 챔피언십 우승
- 리그 오브 레전드 올스타전 2013 우승
- 올림푸스 리그 오브 레전드 챔피언스 스프링 2013 준우승
- 월드 사이버 게임즈 2013 금메달
- ZOTAC 나이스게임TV 리그 오브 레전드 배틀 윈터 2013-2014 우승
- 네이버 2015 LoL KeSPA컵 준우승
- 리그 오브 레전드 월드 챔피언십 2016 준우승
- IEM 시즌 11 경기 우승
- 리프트 라이벌즈 2017 준우승
- 리그 오브 레전드 월드 챔피언십 2017 우승
- e스포츠 명예의 전당 히어로즈
- e스포츠 명예의 전당 아너스